# Reinheim
Reinheim er en by i Kreis Darmstadt-Dieburg, i den tyske delstat Hessen, som har partnerbyerne:
- Cestas (Frankrig)
- Fürstenwalde/Spree (Tyskland)
- Licata (Italien)
- Sanok (Polen)

## Kommunalvalg 2011
| Part                                    | Procent |
| --------------------------------------- | ------- |
| SPD                                     | 43,5    |
| CDU                                     | 21,6    |
| Deutsche Kommunistische Partei          | 10,1    |
| Bündnis 90/Die Grünen                   | 17,9    |
| Freie Wählergemeinschaft Reinheim e. V. | 4,8     |
| FDP                                     | 2,1     |